# Only a Lad
Only a Lad — дебютный полноформатный альбом нью-вейв-группы Oingo Boingo, выпущенный в 1981 году, вслед за одноимённым миньоном.

## Музыка
Музыкальные аранжировки альбома, выполненные вокалистом Дэнни Эльфманом и гитаристом Стивом Бартеком, завершили эволюцию группы в рок-группу новой волны (см. Oingo Boingo — The Mystic Knights Years). Only a Lad имеет сложные и часто меняющиеся размеры и тональность, часто включающие гармонии, заимствованные из джаза и классической музыки 20-го века, — всё это отличительные черты написания песен Эльфмана.
Эльфман утверждал, что многие песни были вдохновлены газетными статьями, которые он читал в то время, и были «написаны как шутливые уколы прямо в лицо» «Little Girls»
вызвала споры из-за своей тематики отношений с несовершеннолетними. Клип на песню, снятый его братом Ричардом Эльфманом, якобы был запрещён в Канаде. В музыкальном видео Эльфман танцует в сюрреалистическом пустом загородном доме, к нему присоединяются карлики и девочки-подростки. Позже можно увидеть участников группы, которые самодовольно смотрят в витрины магазинов и пьют чай, в то время как персонаж Эльфмана идёт по улице с явно несовершеннолетней девушкой.
На момент выпуска Эльфман описал песню как «о персонаже, который имеет определённые неприемлемые наклонности» а позже прокомментировал: «Здесь, в Голливуде, вы так много видите; старший парень в машине с какой-то молодой девушкой, которая, по сути, не задаёт вопросов.»
Наиболее явно политический трек, «Capitalism», нацелен на протестующих «социалистов среднего класса», которые «жалуются на революцию», но при этом кажутся живущими в комфорте. Точно так же «Совершенная система» высмеивает левую утопию, в которой обществом манипулируют для достижения счастья посредством «единообразия» и «непрерывности.»
Обсуждая темы песен, Эльфман заявил, что намерения были «быть рассерженными [пылать гневом?], но одновременно не забывать о чувстве юмора». Он пояснил, что «возможно подача песен не совсем серьезная, но есть момент, который я не хочу, чтобы был воспринят легкомысленно» и что людей не должны «заставлять верить» в какую-либо социальную или политическую программу В 2014 году Эльфман отметил, что альбом «в основном (высмеивал) всех и никого не считал защищенным». Он пояснил: «Для меня все организованные политические группы кажутся абсурдными. Это открыто для насмешек или высмеивания. Во всяком случае, я считаю себя частью ничего, и любая организованная группа была честной игрой для насмешек с моей точки зрения. Точка.»
Для альбома было записано несколько песен, исполнявшихся на концертах, но в итоге так и не вышедших, в том числе «Teenage Monster», «I’m Got to Be Entertain» и «Cinderella Undercover»

## Обложка
На обложке альбома на рубашке бойскаута виден рисунок кота Луи Уэйна, который ранее появлялся на обложке EP Oingo Boingo. Обложка представляет собой пародию на обложку официального справочника «Бойскауты Америки» 1960 года, иллюстрированную Норманом Роквеллом.

## Отзывы
«Only a Lad» был высоко оценён после выпуска, хотя его успех ограничивался Южной Калифорнией. При поддержке лос-анджелесской радиостанции KROQ-FM Oingo Boingo стала постоянным элементом региональной музыкальной сцены.
Oingo Boingo уже были известны тем, что использовали своё негативное освещение в прессе; песня «Imposter» была ответом «паре засранцев из LA Times». Рок-критик Роберт Кристгау раскритиковал «Only a Lad» за «запоминающийся вокал и испорченные аранжировки». Позже, в 2006, Дэнни Эльфман вспоминал, что любил плохие отзывы: «что-то должно подпитывать нас».

## Наследие
В 2006 году The National Review назвал «Capitalism» в качестве одной из «50 самых консервативных рок-песен». Она прозвучала в фильме 2005 года «Enron. Самые смышлёные парни в этой комнате».
«Only a Lad» — это также воспроизводимый трек из видеоигры для PlayStation 2 Guitar Hero Encore: Rocks the 80s.
2 июля 2021 года Rubellan Remasters переиздали Only a Lad на цветном виниле ограниченным тиражом; 27 августа он был переиздан как расширенный компакт-диск с бонус-треками.

## Список композиций
Слова и музыка всех песен — Дэнни Эльфмана, кроме «You Really Got Me» Рэя Дэвиса.
| №  | Название                                 | Длительность |
| -- | ---------------------------------------- | ------------ |
| 1. | «Little Girls»                           | 3:44         |
| 2. | «Perfect System»                         | 3:46         |
| 3. | «On the Outside»                         | 3:39         |
| 4. | «Capitalism»                             | 3:40         |
| 5. | «You Really Got Me» (кавер на The Kinks) | 4:40         |

| №                   | Название            | Длительность |
| ------------------- | ------------------- | ------------ |
| 6.                  | «Only a Lad»        | 3:56         |
| 7.                  | «What You See»      | 3:43         |
| 8.                  | «Controller»        | 3:24         |
| 9.                  | «Imposter»          | 2:59         |
| 10.                 | «Nasty Habits»      | 4:06         |
| Общая длительность: | Общая длительность: | 38:12        |

### Бонус-треки на CD 2021 года
Все песни написаны Дэнни Эльфманом, кроме «Violent Love» Вилли Диксона.
| №   | Название                                | Длительность |
| --- | --------------------------------------- | ------------ |
| 11. | «Only a Lad»                            | 4:17         |
| 12. | «Violent Love»                          | 2:37         |
| 13. | «Ain't This the Life (10-inch Version)» | 3:38         |
| 14. | «I'm So Bad»                            | 3:54         |
| 15. | «Ain't This the Life (12-inch Version)» | 3:27         |

Песни «Teenage Monster» и «I'm Got To Be Entertain» также были записаны для альбома, но так и не были выпущены официально.

## Участники записи
Oingo Boingo
- Дэнни Эльфман — вокал, ритм-гитара
- Стив Бартек — соло-гитара
- Ричард Гиббс[англ.] — клавишные, тромбон
- Керри Хэтч — бас-гитара, вокал
- Джонни (Ватос) Эрнандес — ударные
- Сэм «Слагго» Фиппс[англ.] — саксофоны (тенор)
- Леон Шнейдерман — саксофоны (баритон)
- Дейл Тёрнер[англ.] — труба

Технический персонал
- Пит Солли — сопродюсер
- Oingo Boingo — сопродюсеры, сведение
- Стив Бартек — аранжировки валторны и схемы
- Рик Руджиери — сведение
- Стив Браун — звукоинженер
- Дэйв Алерт — помощник звукоинженера
- Чак Киркпатрик — помощник звукоинженера
- Брэд Гилдерман — помощник звукоинженера
- Кэри Притикин — помощник звукоинженера
- Джордж Марино — мастеринг
- Чак Бисон — арт-директор
- Крис Хопкинс — иллюстрация
- Дэйв Уиллардсон — фотография задней обложки
- Чарли Уайт — фотография задней обложки
- Роб Сински — фотография внутренней обложки